# Svenska Serien
Svenska Serien era il nome della massima serie calcistica della Svezia tra il 1910 e il 1917, e nuovamente tra il 1920 e il 1921 e il 1922 e 1924. Venne rimpiazzata dall'Allsvenskan.
Nonostante rappresentasse all'epoca la massima divisione nazionale, la Svenska Serien non metteva in palio il titolo di "Campione di Svezia": esso veniva infatti assegnato alla squadra vincitrice della Svenska Mästerskapet, coppa disputata tra il 1896 e il 1925.

## Albo d'oro
| Anno    | Vincitore     | Finalista      |
| ------- | ------------- | -------------- |
| 1910    | Örgryte IS    | AIK            |
| 1911-12 | Örgryte IS    | Djurgårdens IF |
| 1912-13 | IFK Göteborg  | Örgryte IS     |
| 1913-14 | IFK Göteborg  | Örgryte IS     |
| 1914-15 | IFK Göteborg  | AIK            |
| 1915-16 | IFK Göteborg  | AIK            |
| 1916-17 | IFK Göteborg  | Örgryte IS     |
| 1918-19 | non disputato |                |
| 1920-21 | Örgryte IS    | GAIS           |
| 1921-22 | non disputato |                |
| 1922-23 | GAIS          | AIK            |
| 1923-24 | Örgryte IS    | AIK            |

## Vittorie per club
| Titoli | Club         |
| ------ | ------------ |
| 5      | IFK Göteborg |
| 4      | Örgryte IS   |
| 1      | GAIS         |